# Propaganda nazistowska

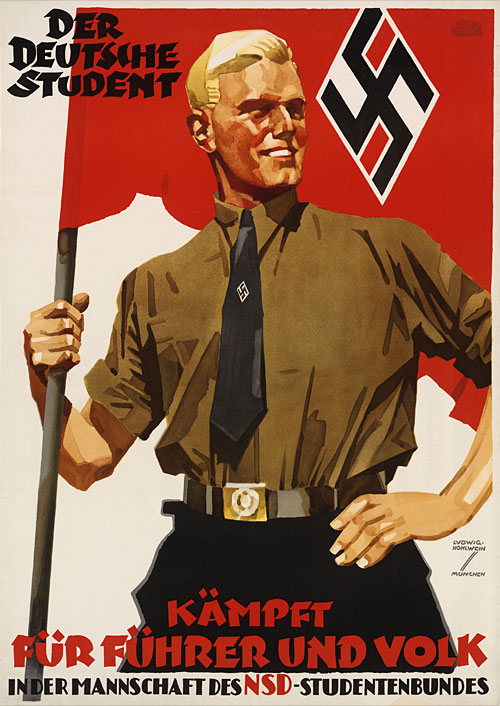
Propaganda nazistowska – plakat
z 1936 roku

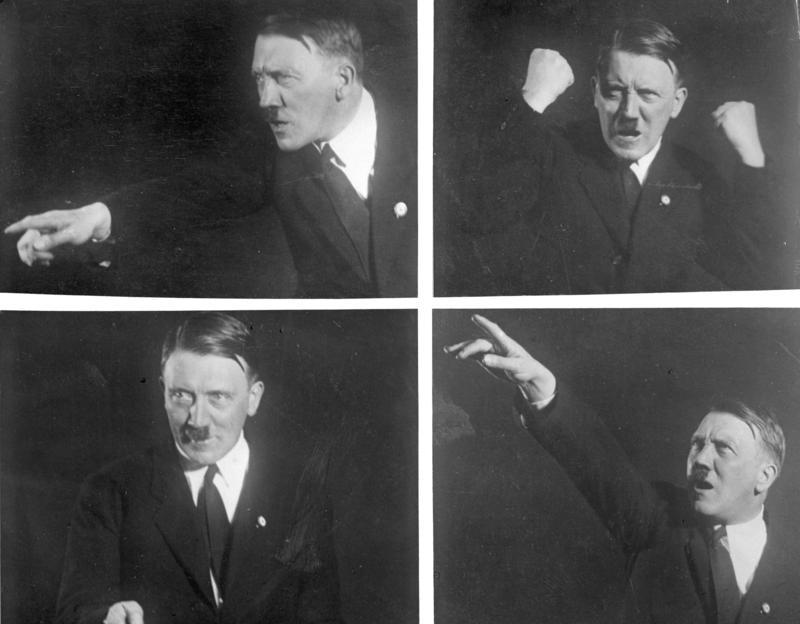
Fotografie Adolfa Hitlera pokazują, jak używa emocji i języka ciała do przekazania swojego przesłania, by manipulować tłumem

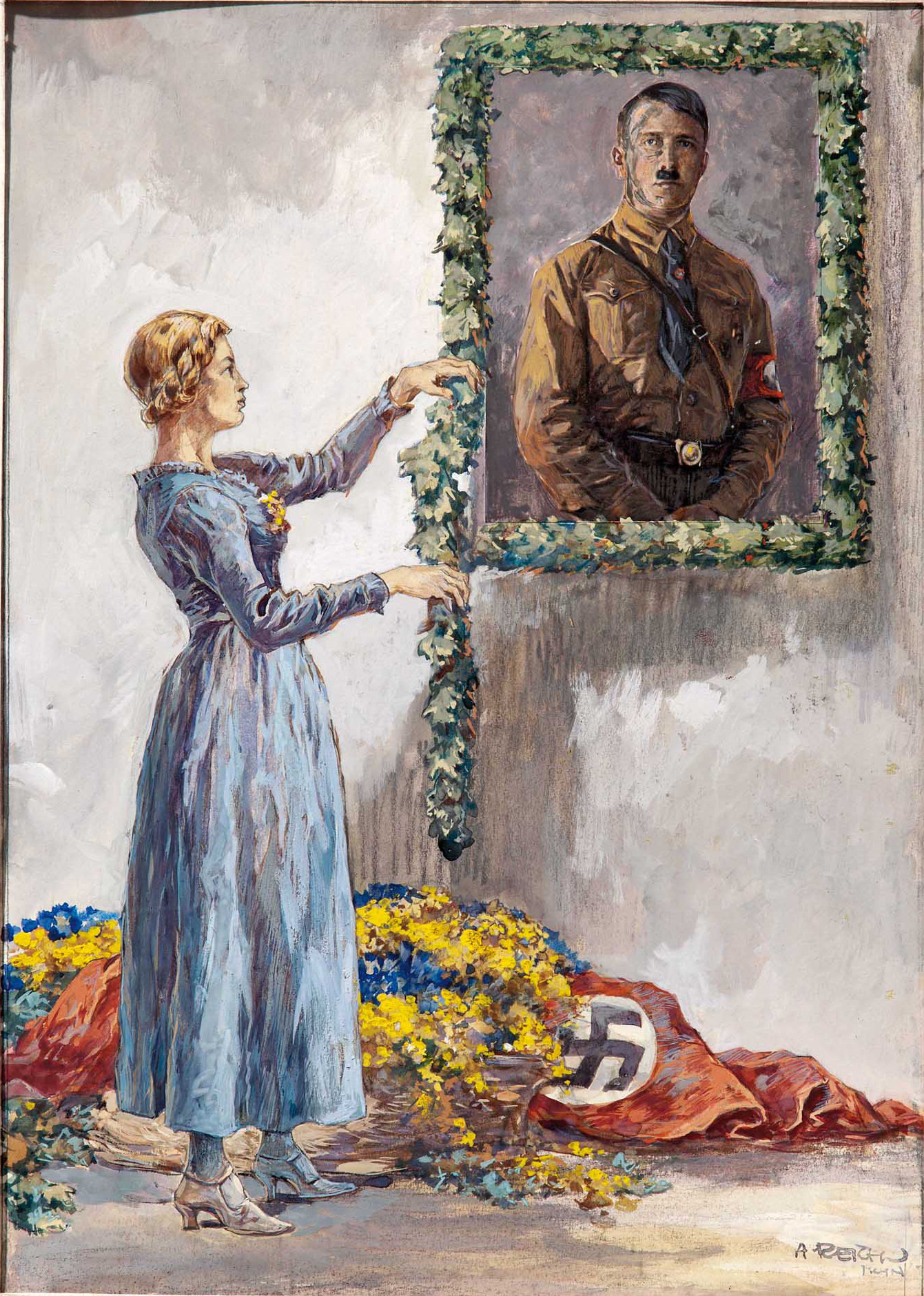
Kult Hitlera na obrazie Alberta Reicha

Propaganda nazistowska (III Rzeszy, goebbelsowska) – propaganda stosowana przez Narodowosocjalistyczną Niemiecką Partię Robotników (NSDAP) w latach poprzedzających dyktaturę Adolfa Hitlera w Niemczech i w jej trakcie w latach 1933–1945, będąca kluczowym instrumentem zdobycia i utrzymywania władzy oraz realizacji polityki nazistowskiej.

## Geneza
Propaganda była jednym z najważniejszych pól działalności NSDAP. Koncentrowała się na kilku, stale powtarzanych i zwięzłych hasłach kierowanych do ogółu społeczeństwa. Do różnych grup zwracano się różnymi metodami, ale celem propagandy było zawsze dotarcie do szerokich mas społeczeństwa poprzez zidentyfikowanie ich pragnień, gdyż według Hitlera nie należało skupiać się na argumentacji, ale na odwoływaniu się do emocji – aspektu, który według niego zaniedbywały wszystkie inne partie polityczne Republiki Weimarskiej. Nazistowska propaganda działała niestrudzenie także pomiędzy kolejnymi wyborami potępiając „hańbę narodową” traktatu wersalskiego, nieumiejętność poradzenia sobie z hiperinflacją przez partie demokratyczne, a także podsycała strach Niemców i ich nienawiść do Republiki.
Mitycznie wyolbrzymiony i wychwalany jako „narodowy wybawiciel” Hitler, był przedmiotem zmasowanych kampanii propagandowych. Talent Hitlera jako agitatora i sugestywna siła jego retoryki nie były kwestionowane także przez jego przeciwników. Jego przemówienia, które często trwały kilka godzin i były w większości wygłaszane swobodnie, były zawsze starannie zainscenizowanym „ogólnym doświadczeniem” z marszami, muzyką marszową i pochodniami, zarówno w Republice Weimarskiej, jak i w III Rzeszy. Uwielbienie dla Hitlera przerodziło się wokół niego w kult jednostki, który od połowy lat dwudziestych XX wieku stał się główną siłą napędową ruchu nazistowskiego. Wszechobecność Hitlera w kampanii wyborczej dawała trwałe wrażenie nowoczesności i witalności, co miało budzić ducha optymizmu i nadawać NSDAP wizerunek „nowej fali”. Aby pomóc społeczeństwu utożsamić się z Hitlerem, przedstawiano go jako człowieka z ludu, który „lubi psy i dzieci” – jak sam Hitler kiedyś stwierdził.
NSDAP stała się ruchem masowym na początku lat trzydziestych XX wieku, między innymi dzięki swojej pomysłowej propagandzie kierowanej przez Josepha Goebbelsa, a także hałaśliwym pijarem z marszami propagandowymi i staranną choreografią na imprezach masowych z mundurami, flagami i symbolami fascynując oglądających. W czasach światowego wielkiego kryzysu gospodarczego i ogólnej dezorientacji prowokacyjne marsze Sturmabteilung (SA) wywoływały wrażenie siły i jedności. Rosnące zubożenie i strach przed zubożeniem stworzyły podatny grunt dla propagandy antykapitalistycznej i antyliberalnej. W czarno-białej stylistyce wizerunki wrogów dzielono na Żydów, socjaldemokratów i komunistów, których narodowi socjaliści obwiniali za kryzys polityczno-gospodarczy. Miliony Niemców faktycznie postrzegały Adolfa Hitlera jako swoją „ostatnią nadzieję” i silną polityczną rękę, która przywróci jedność i porządek narodowy.

## Kultura i media
Kilka tygodni po zagarnięciu władzy przez narodowych socjalistów, w marcu 1933 roku utworzono Ministerstwo Propagandy i Oświecenia Publicznego Rzeszy, które w krótkim czasie uzyskało pełną kontrolę nad życiem kulturalnym i mediami w Niemczech. Odtąd zjednoczona prasa, literatura, film i radio służyły światopoglądowi narodowego socjalizmu i były najważniejszymi instrumentami masowego oddziaływania. Goebbels docierał do coraz większej liczby słuchaczy za pośrednictwem niedrogiego odbiornika radiowego Volksempfänger. Propaganda nazistowska próbowała przejąć i indoktrynować społeczeństwo niemieckie we wszystkich dziedzinach życia. W toku „mobilizacji intelektualnej” Niemcy mieli stać się zdecydowanymi zwolennikami reżimu i zjednoczyć się z nazistowskim przywództwem. Ich wysiłki i sukcesy w budowaniu „Trzeciej Rzeszy” zostały docenione w filmie, literaturze i sztukach wizualnych. Inwestycje w budownictwo mieszkaniowe, obiekty przemysłowe i autostrady miały świadczyć o energii rządu Hitlera w podnoszeniu poziomu życia ludności. Jednocześnie propaganda gloryfikowała wizerunek pracującego „towarzysza narodowego”. Równolegle z robotnikami gloryfikowano rolników i żołnierzy jako podstawę i obrońców „wspólnoty narodowej”, której zalążkiem i gwarantem porządku moralnego była tradycyjna, liczna rodzina – duża liczba dzieci w rodzinach nawiązywała do politycznych wysiłków państwa nazistowskiego na rzecz znacznego zwiększenia wskaźnika urodzeń.
Reżim nazistowski od początku propagował ideał nowej, ponadklasowej, ale jednorodnej rasowo „wspólnoty narodowej” na publicznych imprezach i ważnych wydarzeniach takich jak między innymi „Narodowy Dzień Pracy”, zjazd NSDAP i urodziny Führera. Podczas przemarszów formacji partyjnych tłum zawsze zdawał się łączyć w „jednolity blok”. Pozdrowienie hitlerowskie miało na celu ukazanie jedności „narodu i przywódcy” oraz wzmocnienie poczucia wspólnoty i identyfikacji jednostki z systemem nazistowskim. Zwięzłe nazistowskie hasła takie jak na przykład „podziały niszczą, zgoda buduje”, „jeden za wszystkich, wszyscy za jednego” czy „ucz się poświęcenia dla Ojczyzny! Jesteśmy wszyscy śmiertelni, ale Niemcy muszą być wieczne”, spotykały się z powszechną aprobatą jako wyraz jedności i jednolitości.

## Rasizm i antysemityzm
Państwo nazistowskie na różne sposoby zintensyfikowało swoją antysemicką i rasistowską propagandę ideologiczną. W gazetach, książkach i na plakatach przeciwstawiano „dumnego Aryjczyka” z „podłym Żydem”, którego interesowało jedynie osiągnięcie zysku. Gazeta Der Stürmer, znana ze skrajnego antysemityzmu, próbowała zaszczepić nienawiść do Żydów między innymi za pomocą karykatury chciwego i przeważnie nieogolonego Żyda z długim, zakrzywionym nosem i wyłupiastymi oczami. Podobnie stereotypową postać widać na afiszu reklamowym wystawy propagandowej „Wieczny Żyd”, którą Goebbels otworzył w Monachium 8 listopada 1937 roku i na której miała zostać przedstawiona „półludzka nienormalność” i „naukowo udowodniona” odmienność ludności żydowskiej. Książki dla dzieci, takie jak Der Giftpilz, promowały edukację antysemityzmu już na etapie dzieciństwa. Dodatkowo w połowie lat trzydziestych naziści przy pomocy intensywnej propagandy wojennej zaczęli mobilizować ludność niemiecką do planowanej wojny.